# Comité du Vieux-Marseille
Le comité du Vieux-Marseille est une association loi de 1901 fondée en 1911 et reconnue d’utilité publique en 1924.
Elle a pour but la défense et l'illustration du patrimoine de Marseille et de son terroir.

## Historique
En 1911, dans la mouvance du félibrige, un groupe de Marseillais crée le Comité du Vieux-Marseille, dans le but d'ouvrir un « musée marseillais » de la vie et des traditions provençales.
Le soutien des maires de Marseille et des grandes familles de la ville incite à de nombreux dons, dont celui de l'association « Lou Cremascle » (la crémaillère) qui lègue à l'association une collection d'objets rares et anciens autour de la cuisine de pêcheurs.
L'association est hébergée jusqu'en 1939 au « pavillon du musée » du parc Chanot, où les collections sont exposées. Très rapidement, le musée devient le second de France, après le musée Arlaten pour l'intérêt de ses collections ethnographiques.
En 1924, l'association est reconnue d'utilité publique.
Pendant la guerre 1939-1945, les collections sont mises à l'abri, évitant ainsi la destruction lors des bombardements de la ville. Les locaux du musée sont occupés par les armées allemande, américaine puis française. En 1947, le musée peut exposer à nouveau ses collections.
En 1949, l'association «Art et Charité» fait don de la Maison Diamantée au Comité du Vieux-Marseille. Toutefois, des difficultés de gestion amène le Comité à céder, en 1962 et par bail emphytéotique de 30 ans, l'immeuble, les collections et la bibliothèque à la ville de Marseille, qui y installe les collections en 1967 (Musée du Vieux Marseille).
À partir de 1970, un nouveau conseil d'administration, sous l'impulsion d'Adrien Blés, réoriente ses activités vers la sauvegarde du patrimoine, des visites guidées de la ville, des conférences dans le but de promouvoir Marseille.
Depuis 1995, le Comité est installé au 21, boulevard Longchamp.

## Activités
Le Comité du Vieux-Marseille organise des conférences à l'Alcazar consacrées à l’histoire de Marseille et à son patrimoine. Elles permettent des rencontres avec des auteurs, des musiciens, des cinéastes, des chercheurs.
Des expositions et des projections de films se font dans ses locaux, accompagnées de conférences sur la découverte de Marseille, de son histoire et de ses quartiers.
Le Comité du Vieux-Marseille organise chaque année depuis 1992, le Carré des écrivains où sont conviés les auteurs écrivant sur Marseille, manifestation littéraire incontournable où les écrivains présentent et dédicacent leurs ouvrages. Depuis 2002, le Prix des marseillais est attribué à un ouvrage paru dans l'année.
Tous les deux ans, le Trophée Protis est décerné pour récompenser une œuvre ou une action mettant en lumière, défendant ou promouvant le patrimoine marseillais sous ses formes les plus diverses : histoire, art, architecture, musique, théâtre, traditions…
Des visites de la ville qui ont pour objectifs de faire découvrir les principaux monuments mais aussi le patrimoine méconnu sont proposées par le Comité. Elles mènent du quartier du Panier à Notre-Dame de la Garde, des cryptes de Saint-Victor au quai du Vieux-Port mais aussi sur les tracés des anciens remparts.
Le Comité assure  la publication de travaux se rapportant au patrimoine de Marseille et de son terroir rédigés par ses membres ou par des personnes extérieures à l’association [ les "'Cahiers du Comité"']
Les membres du Comité peuvent bénéficier de cours de langue provençale et de théâtre, d'un atelier du parler marseillais.
Enfin, le Comité met à la disposition de ses adhérents une bibliothèque d’histoire locale et une bibliothèque provençale.
Depuis le 12 septembre  2022 le Comité du Vieux-Marseille a ouvert un espace culturel au sein du Centre Bourse où il présente des expositions thématiques et ses publications.

## Prix des Marseillais
- 2002 : Marseille des pêcheurs (Patrick Fancello et Francine Rossi-Idoux), Édisud.
- 2003 : La Première Empreinte (Xavier-Marie Bonnot), L'Écailler du Sud.
- 2004 : Marseille-Cassis (Marc Spaccesi), Crayons bleus.
- 2005 : Le Secret d'Anna (Anny C. Paul), Autres Temps.
- 2006 : Le Spectre de la rue Saint-Jacques (Jean Contrucci), éd. Jean-Claude Lattès.
- 2007 : Mazargues près des calanques (Évelyne Lyon-Lavaggi), Alan Sutton.
- 2008 : Le Jardin des délices (Philippe Carrese), éd. Syros.
- 2009 : Marseille Illinois (Bruno Leydet), L'Écailler du Sud.
- 2010 : Trésors des églises de Marseille (Jean-Robert Cain et Emmanuel Laugier), éditions Ville de Marseille.
- 2011 : Le livre de Jobi (Henri-Frédéric Blanc), Le Fioupélan.
- 2012 : 143, rue Félix-Pyat (Marie d'Hombres et Blandine Scherer), éd. RF2C.
- 2013 : La vengeance du Roi-Soleil (Jean Contrucci), éd. Jean-Claude Lattès.
- 2014 : Trois frères en guerre(Serge Truphemus), Privat.
- 2015 : La Gloire de mon père, bande dessinée (Serge Scotto et Morgann Tanco), d'après Marcel Pagnol, éd. Bamboo.
- 2016 : Les Noces de palissandre (Lucien Vassal), éd. Jean Marie Desbois.
- 2017 : Histoire du rock à Marseille (Robert Rossi) , éd. Le mot et le reste
- 2018 : Marseille Confidential (François Thomazeau), éd. Plon
- 2019 : Edmond Astruc, peintre de Marseille (Jacques Dalmas), éd. Crès
- 2020 : Tu entreras dans le silence (Maurice Gouiran), éd. Jigal
- 2021 : Marseille l'Italienne  (Jean Boutier et Stéphane Moiurlane), éd. Bizalion
- 2022 : Marseille une autre façon de voir la ville  (Marcel Bajard et Gérard Planchenault), éd. Picard
- 2023 : Marseille 67, une équation de sang (Jean-Marie Schneider), Scribe d'Opale éditions

## Les commissions
Diverses commissions sont organisées au sein du Comité du Vieux-Marseille.
La commission du Patrimoine culturel, artistique et architectural s'occupe de dossiers de demande de restauration et de classement pour des bâtiments, leur mobilier, leur décor, etc. Ainsi la commission a répertorié tous les ex-votos de Notre-Dame de Nazareth (à  Saint-Marcel) afin d’obtenir leur restauration et le classement de l’église.
La commission du Patrimoine scientifique, industriel et des eaux s'intéresse par exemple, à l’histoire de l’industrie du caoutchouc à Marseille ou au canal de Craponne, à la galerie de la mer reliant Gardanne à Marseille, au commerce marseillais de la glace naturelle etc. En 2001, il a contribué à l'inscription du Marégraphe sur l’Inventaire supplémentaire des Monuments historiques.
La commission des Rues est chargée de proposer des noms à la Commission Municipale des Rues.

## Publications
- Adrien Blès, Histoire du Comité du Vieux-Marseille : 1911-1991; Éditions Comité du Vieux-Marseille, 2001
- Sous la direction de Georges J. Aillaud Marseille, un terroir et ses bastides - Éditions du Comité du Vieux-Marseille 2011 - Auteurs : G.J. Aillaud - M.J. Beaumelle - H. Carvin - R. Caty - P. Echinard - J. PASQUA - G. Reynaud - E. Richard
- 25 Histoires de Marseille par 25 auteurs : Ezza Agha Malak, Georges Aillaud, Gilles Ascaride, Mirabelle Barane, Henri-Frédéric Blanc, Claude Camous, Philippe Carrese, Jean Contrucci, Patrick Coulomb, Robert Dagany, José d'Arrigo, Yves Davin, Renée Dray-Bensousan, Daniel Drocourt, Hélène Echinard, André Fortin, Médéric Gasquet-Cyrus, Maurice Gouiran, Georges Reynaud, Eliane Richard, Robert Rossi, Serge Scotto, François Thomazeau, Lucien Vassal, Bernard Vitiello - Éditions du Comité du Vieux-Marseille 2016 - Livre paru pour fêter les 25 ans du Carré des Écrivains.